# Autjejaurebliereke (Tärna socken, Lappland, 728692-145344)
Autjejaurebliereke är en sjö i Storumans kommun i Lappland och ingår i Umeälvens huvudavrinningsområde.